# Giusta Grata Onoria
Giusta Grata Onoria (latino: Iusta Grata Honoria; Ravenna, 417 o 418 – Roma, prima del 455) è stata augusta dell'Impero romano. Fu il pretesto dell'invasione di Attila del 451 e 452.

## Biografia

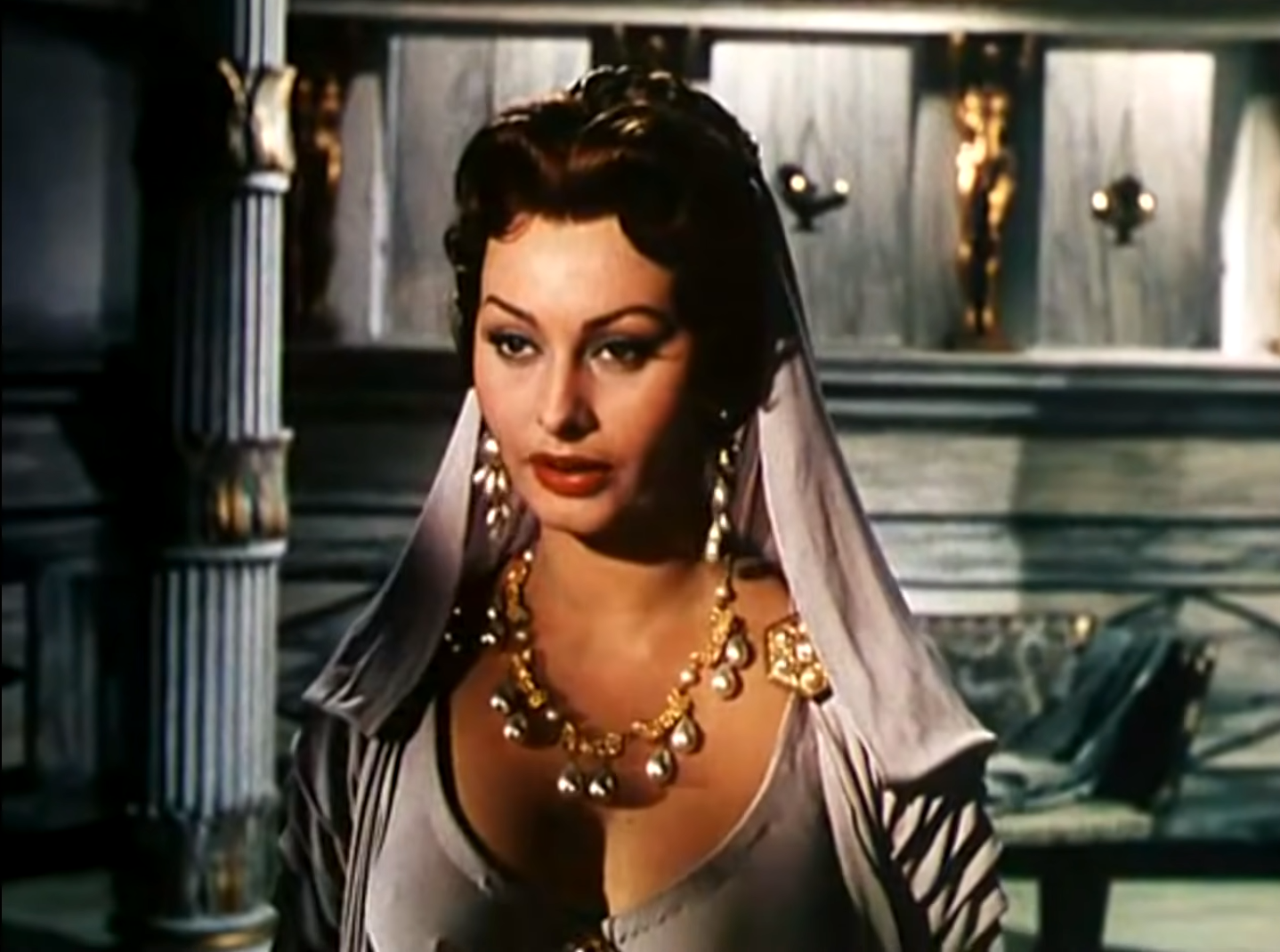
Onoria interpretata da Sophia Loren in Attila

Figlia di Flavio Costanzo, futuro imperatore Costanzo III (421), e Galla Placidia, fu la sorella maggiore dell'imperatore Valentiniano III, che salì al trono nel 425. Fu obbligata dal fratello a non sposarsi, ma nel 449 ebbe una relazione con il custode delle sue proprietà, Eugenio, probabilmente volta a ottenere il potere per Onoria: scoperti, Eugenio fu mandato a morte e Onoria in esilio a Costantinopoli.
Obbligata a fidanzarsi con il senatore Flavio Basso Ercolano, Onoria nella primavera del 450 aveva inviato al re degli Unni una richiesta d'aiuto, insieme al proprio anello, per sottrarsi a questo matrimonio: la sua non era una proposta di matrimonio, ma Attila interpretò il messaggio in questo senso, ed accettò pretendendo in dote metà dell'Impero d'Occidente. Quando Valentiniano scoprì l'intrigo, fu solo l'intervento della madre Galla Placidia a convincerlo a mandare in esilio Onoria piuttosto che ucciderla e ad inviare un messaggio ad Attila, in cui disconosceva assolutamente la legittimità della presunta proposta matrimoniale. Attila, per nulla persuaso, inviò un'ambasciata a Ravenna per affermare che Onoria non aveva alcuna colpa, che la proposta era valida dal punto di vista legale e che sarebbe venuto per esigere ciò che era un suo diritto. Quando la sua richiesta fu rifiutata, invase l'impero nel 451 e 452.